# Tumlin-Węgle
Tumlin-Węgle est une localité polonaise de la gmina de Zagnańsk, située dans le powiat de Kielce en voïvodie de Sainte-Croix.